# ألكسندر بروس
ألكسندر بروس (بالإنجليزية: Alexander Bruce)‏ هو موظف مدني وفلاح أسترالي، ولد في 1827، وتوفي في 1903.